# NLT-Verstärker
Ein NLT-Verstärker (NLTVr) wurde im ehemaligen analogen Telefonnetz der Deutschen Bundespost eingesetzt, um erforderlichenfalls die Dämpfung von zu langen Zwei-Draht-Telefonleitungen zu verringern. Dies war insbesondere bei „außenliegenden Nebenstellen“ von Telefonanlagen erforderlich, da durch diese manchmal die planerische Maximaldämpfung des Dämpfungsplans überschritten wurde. Damit die Vorgaben des Dämpfungsplans eingehalten werden konnten, war es deshalb mitunter notwendig Leitungen mit einem NLT-Verstärker zu entdämpfen.

## Begriff
NLT steht für Negative Leitung mit Transistoren. oder auch selten Nahleitungsverstärker mit Transistoren.

## Wirkungsweise

Blockschaltbild eines NLT-Verstärkers

Die Wirkungsweise des NLT-Verstärkers unterschied sich grundsätzlich von der üblicher Verstärker. Sie beruhte darauf, dass ein Netzwerk aus „negativen Widerständen“ in die Leitung geschaltet wurde und die Dämpfung verringerte oder aufhob. Der NLT-Verstärker hatte gegenüber den „klassischen“ Verstärkern den Vorteil, dass er für Wechselstrom, Gleichstrom, Wählzeichen (z. B. Impulswahlverfahren, Mehrfrequenzwahlverfahren, Dioden-Erd-Verfahren) und Gebührenimpulse in beiden Kommunikationsrichtungen durchlässig war.

## Technische Daten
- Übertragungsbereiche:[2][3]
  - durchlässig: 0 – 300 Hz
  - mit Verstärkung und Entzerrung: 300 Hz – 3400 Hz
  - durchlässig: 3400 Hz – 16 kHz
- Gleichstromschleifenwiderstand: 80 Ω
- Einstellmöglichkeiten für
  - Verstärkung bei 800 Hz (einstellbar in 11 Stufen): 2 dB – 6 dB
  - Entzerrung bis 12 dB Kabeldämpfung (einstellbar in 11 Stufen)
  - Leiterdurchmesser der angeschlossenen Leitung: 0,4 mm (papier- oder kunststoffisoliert), 0,6 mm, 0,8 mm, 0,9 mm

## Einbau
Der beste Wirkungsgrad konnte erzielt werden, wenn der NLT-Verstärker in der Leitungsmitte betrieben wurde. Da dies wegen der gegebenen Struktur des Leitungsnetzes und des häufigen Fehlens einer geeigneten Spannungsversorgung meistens nicht realisierbar war, wurden die NLT-Verstärker in der Regel in der Vermittlungsstelle oder beim Kunden installiert.

## Geschichte
NLT-Verstärker wurden 1956 eingeführt und 1976 in eine Einheitsbauweise überführt, die den Einbau in die Gestellreihen der Vermittlungsstellen oder ein Wandgehäuse ermöglichte.